# Ladro e gentiluomo
Ladro e gentiluomo (Breaking In) è un film del 1989 scritto da John Sayles e diretto da Bill Forsyth.